# ميتش يونغ
ميتش يونغ (بالإنجليزية: Mitch Young)‏ هو لاعب كرة قدم أمريكية أمريكي، ولد في 18 يوليو 1961 في كولدووتر في الولايات المتحدة.

## وصلات خارجية
- ميتش يونغ على موقع مرجع كرة القدم المحترفة.كوم (الإنجليزية)
- ميتش يونغ على موقع JustSportsStats.com (الإنجليزية)